# NGC 1480
NGC 1480 је ознака објекта на координатама са ректансцензијом 3h 54m 32,0s и деклинацијом - 10° 15" 30'. Открио га је Франк Милер, 1886. Каснијим посматрањима на том положају није уочен никакав астрономски објекат.